# Mesocapnia bulbosa
Mesocapnia bulbosa är en bäcksländeart som beskrevs av Nelson, C.R. och Baumann 1990. Mesocapnia bulbosa ingår i släktet Mesocapnia och familjen småbäcksländor. Inga underarter finns listade i Catalogue of Life.